# José Pozo
José Ángel Pozo la Rosa vagy röviden José Pozo (Málaga, 1996. március 15. –) spanyol labdarúgó, a Pogoń Szczecin játékosa.

## Pályafutása
A Manchester City felnőttcsapatában 2014. szeptember 24-én mutatkozott be a Sheffield Wednesday elleni ligakupa mérkőzésen, ahol a 64. percben Yaya Touré helyett állt be, majd a 88. percben megszerezte első, csapatának 6. gólját.
2024. augusztus 24-én a ciprusi Karmiótisza csapatába igazolt. 2025. február 2-án a lengyel Śląsk Wrocław csapatába szerződött, ahova 2026 júniusáig írt alá. Június 11-én a Pogoń Szczecin kivásárolta a szerződéséből.

## Statisztika
2016. május 22-i szerint
| Klub             | Szezon           | Bajnokság        | Bajnokság | Bajnokság | Kupa  | Kupa | Ligakupa | Ligakupa | Európa | Európa | Egyéb | Egyéb | Összesen | Összesen |
| Klub             | Szezon           | Osztály          | Mérk.     | Gól       | Mérk. | Gól  | Mérk.    | Gól      | Mérk.  | Gól    | Mérk. | Gól   | Mérk.    | Gól      |
| ---------------- | ---------------- | ---------------- | --------- | --------- | ----- | ---- | -------- | -------- | ------ | ------ | ----- | ----- | -------- | -------- |
| Manchester City  | 2014–15          | Premier League   | 3         | 0         | 1     | 1    | 0        | 0        | 0      | 0      | 1     | 1     | 5        | 2        |
| Almería          | 2015–2016        | Segunda División | 27        | 4         | 4     | 1    | —        | —        | —      | —      | 0     | 0     | 31       | 5        |
| Karrier Összesen | Karrier Összesen | Karrier Összesen | 30        | 4         | 5     | 2    | 1        | 1        | 0      | 0      | 1     | 1     | 36       | 7        |

## Fordítás
Ez a szócikk részben vagy egészben  a   José Pozo című angol Wikipédia-szócikk ezen változatának fordításán alapul.  Az eredeti cikk szerkesztőit annak laptörténete sorolja fel. Ez a jelzés csupán a megfogalmazás eredetét és a szerzői jogokat jelzi, nem szolgál a cikkben szereplő információk forrásmegjelöléseként.

## Külső hivatkozások
- José Pozo adatlapja a Transfermarkt oldalon (angolul)
- José Pozo adatlapja a Soccerway oldalon (angolul)